# Niewielsk
Niewielsk (ros. Невельск) – miasto portowe w Rosji, w obwodzie sachalińskim, w południowej części Sachalinu. W 2010 roku liczyło ok. 11,7 tys. mieszkańców.
W mieście rozwinął się przemysł rybny.